# Waterstraat (Hilvarenbeek)
Waterstraat is een buurtschap in de gemeente Hilvarenbeek in de Nederlandse provincie Noord-Brabant, behorend bij de voormalige gemeente Diessen.

## Ligging
De buurtschap ligt halverwege de dorpen Hilvarenbeek en Diessen (Noord-Brabant), ten zuiden van de verbindingsweg tussen deze dorpen.

## Statistische gegevens
Volgens de kadastrale kaart uit 2020 bestaat de buurtschap uit 1 straat met 24 huizen.
Hoofdplaats: Hilvarenbeek      Dorpen: Baarschot · Biest-Houtakker · Diessen · Esbeek · Haghorst

Buurtschappen en gehuchten: Den Opslag (deels) · Driehuizen · Dun · Groenstraat · Gorp · Groot-Loo · Groote Voort · Heikant · Hoogeind · Hoog Spul · Klein Loo · Kleine Voort · Laag Spul · Roovert · Tulder · Waterstraat · Westerwijk

Noord-Brabant: Steden en dorpen      Nederland: Provincies · Gemeenten